# Розанов, Сергей Николаевич
Розанов Сергей Николаевич (24 сентября 1869 — 28 августа 1937, Мёдон) — генерал-лейтенант, деятель Белого движения.

## Биография
Образование получил в 3-м Московском кадетском корпусе и Михайловском артиллерийском училище. Выпущен в 3-ю рез. артиллерийскую бригаду. Позже служил в 1-й гренадерской артиллерийской бригаде. Подпоручик (ст. 10.08.1889). Поручик (ст. 07.08.1891). Штабс-Капитан (ст. 28.07.1896)
В 1897 году окончил Николаевскую академию Генерального штаба по первому разряду.
С 6 мая 1898 — обер-офицер для поручений при штабе Киевского военного округа. Цензовое командование ротой отбывал в 132-м пехотном Бендерском полку (25 октября 1900 — 25 октября 1901). С 25 октября 1901 — штаб-офицер для поручений при штабе Киевского военного округа. Со 2 сентября 1903 года — столоначальник Главного штаба.
Участник русско-японской войны: с 12.10.1904 старший адъютант управления генерал-квартирмейстера 2-й Маньчжурской армии. С 1 мая 1906 года — делопроизводитель ГУГШ.
14 июля 1910 года назначен командиром 178-го пехотного Венденского полка.  Во время службы в Пензе познакомился с Николаем Алексеевичем Соколовым, с которым они стали добрыми друзьями.

### Первая мировая война
С полком вступил в первую мировую войну. В сентябре 1914 поставлен во главе 2-й бригады 45-й пехотной дивизии.
С 19 января 1915 года — начальник штаба 3-го Кавказского армейского корпуса (командующий корпусом В. А. Ирманов). Генерал-майор (1916).
В 1917 карьера Розанова сделала большой скачок: 18 февраля он стал командующим 162-й пехотной дивизией, а 25 августа — 41-го армейского корпуса. Во время выступления Корнилова Розанов доказал свою лояльность Временному правительству, и 2 сентября комиссар 7-й армии даже просил Петроград назначить Розанова командующим армией вместо скомпрометированного генерала В. И. Селивачева.

### Гражданская война
В литературе широко распространено мнение, что в 1918 году Розанов поступил на службу в Красную армию, где был назначен в управление Всероглавштаба. Однако по утверждению историка В. В. Каминского, Розанов всего лишь встал на учёт в июне 1918 года по Всеросглавшабу, хотя в списке зарегистрированных напротив его фамилии и стоит отметка: «просит о предоставлении административной должности по Генштабу».
В сентябре 1918 года оказался в Поволжье, где перешел на сторону антибольшевистского Самарского правительства. С 25 сентября по 18 ноября 1918 — и.д. начальника штаба Верховного главнокомандующего всеми вооруженными силами КОМУЧа (Уфимской директории) генерала В. Г. Болдырева.
В ноябре 1918 года — в Омске. Был сторонником военной диктатуры, но из имеющихся кандидатов на роль диктатора отдавал предпочтение генералу Болдыреву. После прихода к власти адмирала А. В. Колчака был уволен в отпуск «по болезни». 22 декабря 1918 зачислен в резерв чинов при штабе Омского военного округа. 24 февраля 1919 года назначен генералом для поручений Верховного Правителя.
13 марта 1919 года прибыл в распоряжение командующего войсками Иркутского военного округа. 31 марта назначен генерал-губернатором Енисейской губернии и особоуполномоченным по охране государственного порядка и общественного спокойствия в Енисейской губернии. Разгромил основные очаги партизанского движения в Восточной Сибири.
С 18 июля 1919 по 31 января 1920 года — главный начальник Приамурского края. 26 сентября Розанов во Владивостоке получил от межсоюзного комитета военных представителей требование вывести русские отряды из Владивостока, сопровождавшееся угрозой применения военной силы. Розанов запросил по телеграфу Омск и получил от Колчака приказ оставить войска во Владивостоке, что и исполнил.
Розанов легализовал атаманское управление, назначив Семёнова и Калмыкова уполномоченными по охране общественного порядка с правами генерал-губернаторов.
В октябре 1919 года Розанов доносил Колчаку о росте оппозиционных настроений к омскому правительству в крае и о готовящемся выступлением против правительства с Гайдой во главе. 17—18 ноября 1919 года, когда восстание Гайды и его сторонников (эсеров и чехов) во Владивостоке всё-таки произошло, Розанов отстранился от подавления восстания и, вопреки приказу Колчака, выпустил мятежника Гайду из города.

Во время антиколчаковского переворота в Иркутске, манифестом Политцентра Розанов был объявлен врагом народа.

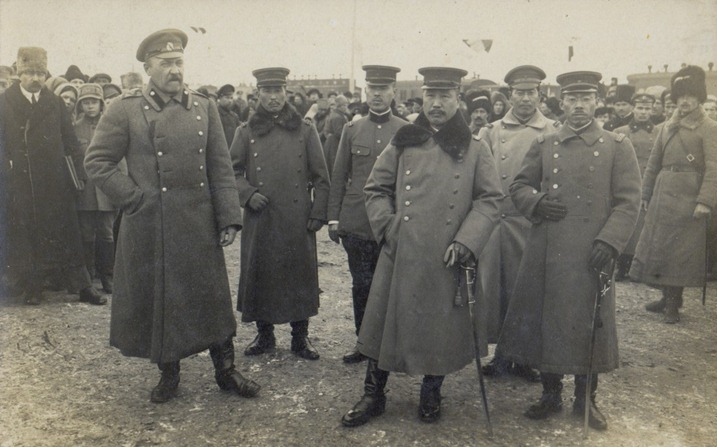
Lieutenant-General Rozanov, Sergei Nikolaevich with the Japanese military

После восстания во Владивостоке 31 января 1920 года уехал в Японию. В дальнейшем жил в Пекине, а затем во Франции. Умер в Мёдоне в 1937 году.

## Семья
Жена — Мария Петровна Розанова (урожд. Скуратова; ум. в 1940 г.)
Дочери: 
- Анна (1900,Киев—1991, США). Замужем (с 1920 по 1925 гг.) за Нарышкиным Кириллом Михайловичем (1895—1939). 
  - Дочь — Анастасия Кирилловна Нарышкина (род. в 1921 г.) Замужем за Александром Николаевичем Сарандинаки (1919—1990), внучатым племянником Н.М.Сарандинаки.
    - Внук — Петр Александрович Сарандинаки (род. в 1950 в Аргентине). Активно занимается расследованием обстоятельств расстрела Царской Семьи, организатор нескольких экспедиций[6][7][8]. Его жена — Мария Владимировна Толстая (род. в 1951), внучка М.Л.Толстого, правнучка Льва Толстого, племянница епископа Василия Родзянко.
- Ольга (1902—?). Замужем за Левицким Сергеем Рафаиловичем (в 1944 году пропал без вести в Польше), сыном художника Р.С. Левицкого.
  - Дочь и сын: Левицкая Елизавета Сергеевна (1926—1972), Левицкий Николай Сергеевич (1928, Париж—2002, Мар-дель-Плата)

## Награды
- Орден Святого Станислава 3-й ст. (1901);
- Орден Святого Станислава 2-й ст. с мечами (1906);
- Орден Святого Владимира 4-й ст. с мечами и бантом (1906);
- Орден Святой Анны 2-й ст. с мечами (1907);
- Орден Святого Владимира 3-й ст. (1908).
- Орден Святого Георгия 4-й ст. (ВП 03.02.1915) — за бой 25-26.08.1914 у деревни Быстржице.
- Георгиевское оружие (ВП 5.05.1915)
- Орден Святого Станислава 1-й ст. с мечами (ВП 22.10.1915)
- Орден Святой Анны 1-й ст. с мечами (19.04.1916)